# Кедров Михайло Олександрович
Кедров Михайло Олександрович (13 вересня 1877 — 29 жовтня 1945, Париж) — діяч російського флоту (контр-адмірал, 1916); учасник Білого руху в роки громадянської війни 1918–20, віце-адмірал (1920).

## Біографія
Закінчив Морський корпус, Михайлівську артилерійську академію (1907) в Санкт-Петербурзі. Під час російсько-японської війни 1904—1905 років брав участь в обороні Порт-Артура, у Цусімській битві (1905). У роки Першої світової війни: помічник морського міністра Росії (квітень–червень 1917), пізніше — командир бригади лінійних кораблів Чорноморського флоту. В Білому русі з 1917. Від жовтня 1920 — командувач Чорноморським флотом, забезпечував евакуацію військ Російської армії з Криму до Туреччини. У листопаді–грудні 1920 року — командувач Російської ескадри в Бізерті (Туніс). Пізніше емігрував до Франції, де був головою Російського морського офіцерського корпусу.
Помер у м. Париж.